# Akta rygg
Akta rygg var ett underhållningsprogram i SVT med Peter Jihde som programledare och Kjell Eriksson som hans ständige bisittare. Sportstjärnor tävlade i frågesport och kluriga matematiska problem.
Programmet var en svensk variant av brittiska "Dog Eat Dog" med Ulrika Jonsson som programledare. I programmet gjorde även Kjell Eriksson en serie inslag om hur det var att bo granne med sporten.